# André Charpentier
Pour les articles homonymes, voir Charpentier (homonymie).
André Charpentier, né à Paris le 19 septembre 1884 où il est décédé le 19 octobre 1966, est un journaliste et auteur français de romans policiers, d'aventures et de littérature d'enfance et de jeunesse.

## Biographie
Journaliste et polygraphe fécond, rédacteur au journal Le Matin, il amorce une carrière littéraire dès 1926 dans la tradition de l'écrivain britannique Edgar Wallace, devenant l'un des plus prolifiques auteurs français de romans policiers et d'aventures de l'Entre-deux-guerres avec près de cinquante titres publiés. Certains de ses récits sont destinés à des lecteurs adolescents.

## Œuvre

### Romans
- Le Train évanoui, Paris, Gautier-Languereau, 1927
- Le Mystère du rapide 115, Paris, 1927
- Prends garde !, Paris, Librairie des Champs-Élysées, Le Masque no 16, 1928
- Une énigme entre ciel et terre, Paris, Gautier-Languereau, 1928
- La Belle Affaire, Paris, Hebdo-Romans no 36, 1931
- Le Secret de la maison jaune, Paris, Tallandier, coll. Criminels et Policiers no 53, 1932
- La Vengeance du matricule 342, Paris, Ferenczi, coll. Police et Mystère no 39, 1932
- L'Assassin imprévu, Paris, Ferenczi, coll. Police et Mystère no 46, 1932
- Les Nuits de la forêt bleue, Paris, Éditions de France, coll. À ne pas lire la nuit no 54, 1934
- L'Auto de 4 heures et demie, Paris, Ferenczi, coll. Crime et Police no 139, 1935
- La Potiche chinoise, Paris, Ferenczi, coll. Police et Mystère no 220, 1936
- Le Disque qui accuse, Paris, Ferenczi, coll. Police et Mystère no 229, 1936
- L'Étrangleur, Paris, Ferenczi, coll. Police et Mystère no 238, 1936
- Le Cas de Sir Arthur Will, Paris, Ferenczi, coll. Crime et Police no 150, 1936
- La Treizième Victime, Paris, Ferenczi, coll. Crime et Police no 226, 1937
- Un drame à cent à l'heure, Paris, Ferenczi, coll. Police et Mystère no 258, 1937
- Le Stylet d'argent, Paris, Ferenczi, coll. Police et Mystère no 275, 1937
- L'Inoubliable Nuit, Paris, Ferenczi, coll. Police et Mystère no 299, 1937
- La Troisième Seconde, dans Le Matin, Paris, 1937
- L'Homme qui a vendu sa mort, Paris, Éditions de France, coll. À ne pas lire la nuit no 120, 1938 ; réédition Paris, Éditions La Bruyère, coll. La Cagoule no 27, 1946
- Le Drame de la loge bleue, Paris, Ferenczi, coll. Police et Mystère no 311, 1938
- Le Fantôme qui tue, Paris, Ferenczi, coll. Police et Mystère no 319, 1938
- La Bande de l'archiduc, Paris, Ferenczi, coll. Crime et Police no 275, 1938
- L'Homme de l'au-delà, Paris, Ferenczi, coll. Crime et Police no 284, 1938
- La Mort vous parle !, Paris, Ferenczi, coll. Police et Mystère no 351, 1939
- Le Dossier X, Paris, Ferenczi, coll. Police et Mystère no 368, 1939
- Le Duel du troisième acte, Paris, Ferenczi, coll. Police et Mystère no 382, 1939
- Coco l'Argentin, Paris, Ferenczi, coll. Crime et Police no 310, 1939
- La Victime inconnue, Paris, Ferenczi, coll. Crime et Police no 323, 1939
- Le Drame de la rue du Quatre-Septembre, Paris, Ferenczi, coll. Crime et Police no 332, 1939
- La Danseuse nue, Paris, Baudinière, coll. La PJ no 7, 1939
- Le Losange de feu, dans Le Matin, Paris, 1939
- J'ai été tué par..., Paris, Ferenczi, coll. Police et Mystère no 388, 1940
- La Minute tragique, Paris, Ferenczi, coll. Police et Mystère no 396, 1940
- La Maison du sommeil, Paris, Ferenczi, coll. Crime et Police no 362, 1940
- Une bande ou un homme ?, Paris, Ferenczi, coll. Police et Mystère no 401, 1940
- La Femme au loup d'or, Paris, Ferenczi, coll. Police et Mystère no 412, 1940
- Les Faux Alibis, Paris, Ferenczi, coll. Petit roman policier no 96, 1941
- Le Guet-apens, Paris, Ferenczi, coll. Petit roman policier no 110, 1941
- La Bande des « Z », Paris, Ferenczi, coll. Crime et Police no 374, 1941
- Par une nuit de tempête, Paris, Ferenczi, coll. Petit roman policier no 113, 1942
- Deux coups de feu, Paris, Baudinière, coll. Récits policiers, 1945
- L'Inconnue au browning, Paris, Ferenczi, coll. Mon roman policier no 97, 1949

### Romans de littérature d'enfance et de jeunesse
- Le Disciple de Loufock Holmes, dans Pêle-mêle, Paris, 1926
- Les Pirates de l'abîme, Paris, Tallandier, coll. Grandes Aventures, Voyages excentriques, 3e série no 6, 1937
- Le Mystère de l'île aux phoques, Paris, Tallandier, coll. Grandes Aventures, Voyages excentriques, 3e série no 32, 1939

### Théâtre
- L'Énigme  de la nuit des quatre, Paris, JL Le Jeune, 1938 (en collaboration avec Jacques Cossin)

## Sources
- Jacques Baudou et Jean-Jacques Schleret, Le Vrai Visage du Masque, vol. 1, Paris, Futuropolis, 1984, 476 p. (OCLC 311506692), p. 104-105.
- Claude Mesplède, Dictionnaire des littératures policières, vol. 1 : A - I, Nantes, Joseph K, coll. « Temps noir », 2007, 1054 p. (ISBN 978-2-910-68644-4, OCLC 315873251), p. 401-402.